# لوما سلمونية
لوما سلمونية (الاسم العلمي:Loma salmonae) هي نوع من الفطريات تتبع جنس فطر اللوما من فصيلة الغلوغية. يتطفل على أسماك السلمون.